# Le Sixième Jour (romanzo)
Le Sixième Jour è un romanzo di Andrée Chedid, pubblicato nel 1960 da Éditions Julliard. L'azione si svolge in Egitto nel 1948. É la storia della vecchia Saddika Om Hassan, che giunge al limite delle sue forze affinché suo nipote Hassan possa sopravvivere al colera per cinque giorni: il sesto giorno, è sicura, sarà guarito.

## Trama
Saddika sta crescendo suo nipote Hassan. Anche suo marito Saïd, paralizzato, dipende da lei. Tuttavia, lascia Il Cairo per una visita al suo villaggio natale, dove la sua famiglia è stata decimata dal colera. I pochi sopravvissuti le spiegano che nessuno di coloro che sono andati in ospedale è tornato e che il suo posto non è nel villaggio, ma al Cairo con i suoi cari.
Tornata a casa, Om Hassan vede l'insegnante colpito dalla malattia. Lui la prega di mandare Hassan, che pensa sia infetto, in ospedale. Ma quando arriva il momento di salire sull'ambulanza, dice anche che tornerà sicuramente il sesto giorno: "o moriamo, o torniamo in vita"... Non tornerà il sesto giorno, né il settimo. Tuttavia, quando il piccolo Hassan, a sua, volta presenta i sintomi, sua nonna decide di nasconderlo piuttosto che portarlo in ospedale. Nonostante tutti gli ostacoli, vincerà e discenderà il Nilo verso il mare purificatore, aspettando il sesto giorno.

## Edizioni
Il libro, pubblicato da Éditions Julliard nel 1960, avendo riscosso molto successo, è stato ripubblicato in numerose occasioni, anche in raccolte per ragazzi, non volute dall'autore.
Le ristampe sono state: Presses de la Cité, 1968, Flammarion, 1971, Il libro tascabile, 1976, Pocket Beaver, 1985 J'ai lu n. 2529, 1989 e Librio, 1994.

## Adattamento cinematografico
Il regista egiziano Yusuf Shahin ha tratto da questo romanzo, con la partecipazione alla sceneggiatura di Andrée Chedid, un film uscito nel 1986: Le Sixième Jour con, nel ruolo di Saddika, la celebre cantante italo-francese Dalida.
| Controllo di autorità | BNF (FR) cb32949203s (data) |